# The Rev

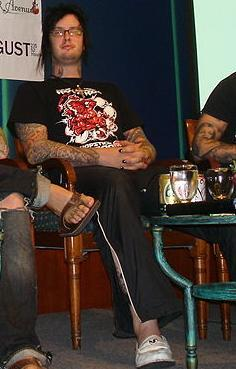
The Rev i Bangkok, Thailand.

The Rev (förkortning av The Reverend Tholomew Plague), var artistnamnet för James "Jimmy" Owen Sullivan, född 9 februari 1981 i Huntington Beach, Kalifornien, död 28 december 2009 i Huntington Beach, Kalifornien, en amerikansk trummis och körsångare i bandet Avenged Sevenfold (A7X).

## Biografi
The Rev fick sina första trumstockar vid fyra års ålder och han fick sitt första trumset när han var elva år gammal. Han gick i en katolsk skola tillsammans med A7X sångare M. Shadows, men blev relegerad det tredje läsåret.
The Rev spelade tidigare även i third-wave ska-bandet Suburban Legends, och var sångare och pianist i bandet Pinkly Smooth, ett sidoprojekt till A7X. Han var sponsrad av DW Drums.
Sullivan sjöng på några av låtarna han själv skrivit för albumet Avenged Sevenfold: "A little piece of heaven", "Brompton Cocktail", "Afterlife" och "Almost Easy". Han sjöng även på låtarna "Critical Acclaim", "Scream", "Lost" , "Fiction" och "Gunslinger''.

## Sullivans död
Tre dagar innan The Rev dog så hade han spelat in sången till "Fiction". När den var klar sa The Rev till M. Shadows att det här är den sista låten på skivan (Nightmare). "Fiction" blev en farvällåt. Låten skulle egentligen heta "Death", men eftersom alla i A7X tyckte att hans liv var som en fiktiv berättelse ändrades namnet till "Fiction".
Sullivan avled den 28 december 2009 klockan 13.00 lokal tid. Ett toxikologiprov visade att Sullivan dog av en överdos av oxikodon,
diazepam och alkohol.
Han hade även ett förstorat hjärta.
Den 5 januari 2010 hölls en privat begravning där familjen och vänner tog farväl av Sullivan, några av dem som deltog var bandet Lostprophets och Brian Haner Sr, även känd som Guitar Guy. Dagen efter, den 6 januari, gravsattes Sullivan på kyrkogården Good Shepherd Cemetery i Huntington Beach, Kalifornien..

## Utrustning
Albumet Avenged Sevenfold, 2007
The Taste Of Chaos drum kit - The Rev
DW Trummor
- DW Collector Series with a Snakeskin Wrap and Black Hardware on drums
- DW 22"x18" Bass (x3)
- DW 8x5'' (Standard Maple)
- DW 7x8'' (Standard Maple)
- DW 8x10'' (Standard Maple)
- DW 9x12'' (Standard Maple)
- DW 12x14'' (Standard Maple)
- DW 14x16'' (Standard Maple)-- [Mounted Floor Tom]
- DW 16x18'' (Standard Maple)--[Mounted Floor Tom]
- DW 14"x5" Vintage Brass Snare (Lava red with chrome lugs)
- DW 14x4'' VLT Snare (Snakeskin Wrapped Finish)

Hardware DW
- DW 9000 series with all boom stands
- DW 9000 series pedals
- DW9000 Hi-Hat stand
- DW 9000 series RKMAIN - Main Rack
- DW 9000 series RKSIDE - Side Rack

Cymbaler SABIAN
- 14" Sabian aax celerator Hi-Hats ( HHX celerator Hi-Hat)
- 22'' Sabian AAX Metal Ride
- 18'' Sabian AAX - Xtreme china
- 10'' HH Kang
- 19'' Sabian AAX Metal Crash
- 8'' Sabian Max Splash
- 8'' Chopper disc
- 10'' Sabian Max Splash
- 18'' Sabian AAX Metal Crash
- 21'' Sabian AAX Metal Ride
- 19'' Sabian Paragon Chineese - AAX-Xtreme china

Heads EVANS
- Evans G1 Clear resos
- Evans G2 Clear batter heads (Ibland G2 Coated batter heads)
- Evans EC2S Clear batter heads
- Evans EMAD2 Clear
- Evans EQ3 Resonant black (med 2 hål)
- Evans HD Dry
- Evans Power Centre Reverse Dot Snare Batter
- Evans Hazy 300 Snare Side

Trumstockar Pro-Mark
- Pro-Mark TX5B Wood Tip Hickory
- Pro-Mark TX5B ''Deathbat Signature Sticks''
- Pro-Mark TX5A ''Deathbad Signature Sticks''